# Basile de Koch

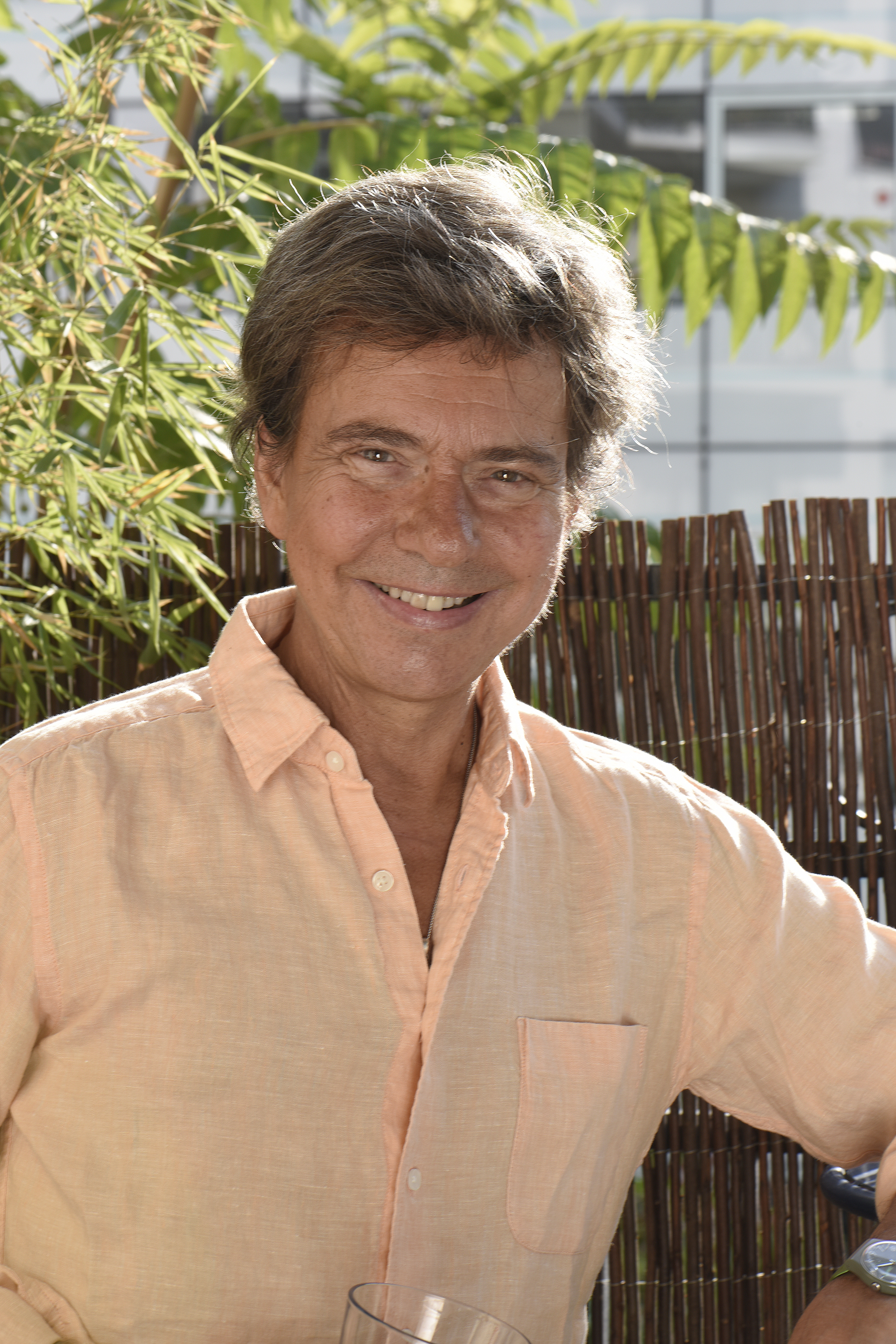
Basile de Koch

Bruno Tellenne, genannt Basile de Koch (geboren am 22. November 1951 in Neuilly-sur-Seine) ist ein französischer Schriftsteller, Humorist und Journalist.

## Leben

### Herkunft, Schulzeit, Ausbildung
Bruno Tellennes Vater war Guy Tellenne (1909–1993, ein hoher Beamter im Ministère de la Culture und stellvertretender Leiter des l'Institut français d’Athènes), die Mutter Henriette Annick Lemoine war Moderatorin bei KTO unter ihrem Ehenamen Annick Tellenne und Autorin von Le goût de vivre : la recette du bonheur.
Bruno Tellenne besuchte das Lycée Saint-Louis-de-Gonzague in Paris, bevor er einen Master in Rechtswissenschaften und ein DEA in Politikwissenschaften erwarb.
Während seines Studiums gründete er mit verschiedenen Mitstreitern, darunter seine Brüder Éric (genannt "Raoul Rabut") und Marc (genannt "Karl Zéro"), die auf Streiche und parodistische Publikationen spezialisierte Groupe d'intervention culturelle (GIC) Jalons, deren "selbsternannter Präsident auf Lebenszeit" er seitdem ist. In diesem Rahmen nimmt er das Pseudonym Basile de Koch (Kalauer auf "Bacille de Koch") an. Später leitete seine Frau Frigide Barjot die Gruppe gemeinsam mit ihm. Das öffentliche Leben von Jalons beginnt 1985 mit ihrer ersten Demonstration gegen die Kälte in der Metro Glacière: "Verglas assassin, Mitterrand complice" und seine erste Pastiche, Le Monstre (eine Parodie auf die Zeitung Le Monde). Ihm folgten ein Dutzend weitere.

### Politik
Tellenne war parlamentarischer Assistent und arbeitete von 1977 bis 1981 für die UDF und insbesondere für Raymond Barre und Simone Veil. Gleichzeitig arbeitete er für den Club de l'horloge, einen Think Tank. Einigen Berichten zufolge war er in diesem Rahmen (zusammen mit Alain de Benoist oder Pierre Vial) an der Redaktion des Buches des Buches L'avenir n'est écrit nulle part, beteiligt, für das Michel Poniatowski als Autor zeichnete.
Ab 1982 arbeitete er dann ausschließlich für Charles Pasqua als Redakteur seiner Reden im Senat, später im Innenministerium und im Generalrat von Hauts-de-Seine.
Er nutzte diese Kenntnis der "Hintergründe", um verschiedene bösartige Porträts der wichtigsten Akteure der französischen Politik zu zeichnen.

### Kolumnist
Er schrieb Artikel für Défense de l'Occident unter dem Pseudonym "Bruno Touvenel". Er ist Kolumnist bei der Wochenzeitung Voici in der Rubrik La nuit, c'est tous les jours. Außerdem schreibt er eine Kolumne über das Fernsehen in der Wochenzeitung Valeurs actuelles und arbeitet regelmäßig für das Magazin und die Website Causeur.fr, die von Élisabeth Lévy gegründet wurden. Im Oktober 2013 gehörte er zu den 19 Erstunterzeichnern von "Touche pas à ma pute! Le manifeste des 343 "salauds"", das von Causeur veröffentlicht wurde, um gegen die Strafen zu protestieren, die den Kunden von Prostituierten angedroht wurden.

### Persönliches
Basile de Koch hat drei Brüder, darunter Karl Zéro und Éric Tellenne (Raoul Rabut).
Seit 1994 ist er mit Frigide Barjot verheiratet, mit der er zwei Kinder hat.

#### Freizeitbeschäftigungen
Er beschreibt sich selbst als eifrigen Leser von Jules Renard, G. K. Chesterton und Simon Leys und als Bewunderer von South Park und den Coen-Brüdern,.

## Schriften
- Basile de Koch ist einer der Autoren der Groupe Jalons, die folgende Bücher veröffentlicht hat:
  - Élysez-les tous !, éditions Olivier Orban, 1988
  - Politique, mode d'emploi : comment gagner beaucoup d'argent, séduire toutes les filles et avoir des timbres gratuits, Presses de la Cité, 1994
  - Les dossiers secrets des renseignements généraux : volés sur le bureau de Charles Pasqua, Michel Lafon, 1995
  - Le monde d'Anne-Sophie, Michel Lafon, 1999.
- andere Schriften:
  - Mit Frigide Barjot: Le manifeste foutiste : traité de sagesse à l'usage des petits et des glands. , Éditions Jean-Claude Lattès, 2000  (ISBN 2-7096-2125-8).
  - Histoire de France de Cro-Magnon à Jacques Chirac., La Table Ronde, 1996 (2004)  (ISBN 2-7103-2736-8)
  - Histoire universelle de la pensée de Cro-Magnon à Steevy. (Vorwort: Philippe Muray), La Table Ronde, 2005  (ISBN 2-7103-2812-7).
  - Histoire universelle des religions de Cro-Magnon à Raël (Vorwort von Jean-François Colosimo), La Table Ronde, 2006  (ISBN 2-7103-2898-4).
  - Manuel d'inculture générale, Flammarion, 2009  (ISBN 2-08-122284-1).
  - Le Cahier de vacances catho, Éditions du Cerf, 2015.
  -  Les pastiches de Jalons 1985-2015, Éditions du Cerf, 2015.